# Cyrebia forsteri
Cyrebia forsteri är en fjärilsart som beskrevs av Leo Andrejewitsch Sheljuzhko 1955. Cyrebia forsteri ingår i släktet Cyrebia och familjen nattflyn. Inga underarter finns listade i Catalogue of Life.